# Heteropente planifrons
Heteropente planifrons är en mångfotingart som beskrevs av Loomis 1933. Heteropente planifrons ingår i släktet Heteropente och familjen fingerdubbelfotingar. Inga underarter finns listade i Catalogue of Life.